# هارولد هيل سميث
هارولد هيل سميث (بالإنجليزية: Harold Hill Smith)‏ هو عالم وراثة أمريكي، ولد في 24 أبريل 1910 في كيرني في الولايات المتحدة، وتوفي في 19 أكتوبر 1994 في ولاية كوليج في الولايات المتحدة.